# 104 Piscium
104 Piscium är en orange stjärna som ligger i Fiskarnas stjärnbild.
104 Piscium har visuell magnitud +6,75 och kräver fältkikare för att observeras. Stjärnan befinner sig på ett avstånd av ungefär 435 ljusår.